# Kecső
Kecső (szlovákul: Kečovo) község Szlovákiában, a Kassai kerület Rozsnyói járásában.

## Fekvése
Rozsnyótól 25 kilométerre délre, a magyar határ mellett fekszik. A falu északi határában ered a Kecső-patak.

## Története
A falut 1272-ben „Kucheu" néven említik először, de valószínűleg már a 12. században is létezett. A Kacsics család birtoka volt. Szent László temploma a 14. században már állt. 1564-ben egy török betörés következtében lakossága kipusztult és csak a 18. században telepítették újra. Ekkor már a Ragályi és a Fáy családok tulajdonában találjuk.
A 18. század végén Vályi András szerint: „KECSŐ. Magyar falú Gömör Várm. földes urai Ragályi, Fáy, és több uraságok, lakosai katolikusok, fekszik Agtelek mellet, Torna Vármegyének szomszédságában, földgye jó búzát terem, piatzozásra Rozsnyón 3 1/2 mértföldnyire, réttye sekélyes, földgye szorgalmatos mivelést kiván, fája mind a’ két féle sok, keresettye a’ szomszéd vas verő műhelyekben, szenet is égetnek, kapa verő hámorja is van, erdője nagy, réttye sekély."
Temploma 1820-ra épült újjá. 1828-ban 45 házában 238 lakos élt. Lakói kovácsmesterséggel, szénégetéssel, szeszfőzéssel, állattartással foglalkoztak.
Fényes Elek 1851-ben kiadott geográfiai szótárában így ír a faluról: „Kecső, magyar falu, Gömör vmegyében, hegyek közt igen szűk völgyben fekszik, Aggtelek és Hoszszuszó helységekkel határos. Az evangelikus oskolával átellenben a helységen keresztülfolyó patakcsán van épülve malma, melly esős időben jövedelmes. Van ama jóságáról híres kapát s ásót készitő hámorja is. A lakosok szám 334-re megy; ezek közül evang. férfi 90, asszony 80, rom. kath. férfi 82, asszony 65, reform. 17. Mindnyájan eredeti magyarok. Van benne 4 urbéri telek, lakó 12, irtásokban 10 6/8 telek a lakosoknál; erdő és legelő 2345 hold. Szántófölde zabon és burgonyán kivül csak nagy szorgalom után terem meg egyebet; rétje igen kevés, mind a mellett a lakosoknak bő és jó legelőjük van, szarvasmarhát és juhot bőven tartanak. Szén, mész, s ezek fuvarozása által könnyítenek élelmük keresésén." Archiválva 2007. szeptember 27-i dátummal a Wayback Machine-ben
Borovszky monográfiasorozatának Gömör-Kishont vármegyét tárgyaló része szerint: „Kecső, Abaúj-Torna vármegye határának közelében fekvő magyar kisközség, 82 házzal és 479, nagyobbára róm. kath. vallású lakossal. E község 1344-ben Kechew, később pedig Kethew alakban szerepel. Birtokosai voltak a Ragályi, Kubinyi, Draskóczy, Fejérváry, Bihary, Szent-Ivány, Széky és a Fáy családok, most pedig Szent-Ivány Miklós örököseinek van itt nagyobb birtokuk. A községben a mult században híres kapákat és ásókat készítettek. A gyárépület még áll, de már nem működik. A faluban két templom van. A róm. kath. templom 1827-ben, az evangelikus 1821-ben épült. A község postája Aggtelek, a legközelebbi vasútállomása pedig Pelsőcz."
1920-ig Gömör-Kishont vármegye Tornaljai járásához tartozott. 1938 és 1944 között – az első bécsi döntés következtében – ismét Magyarországhoz került.

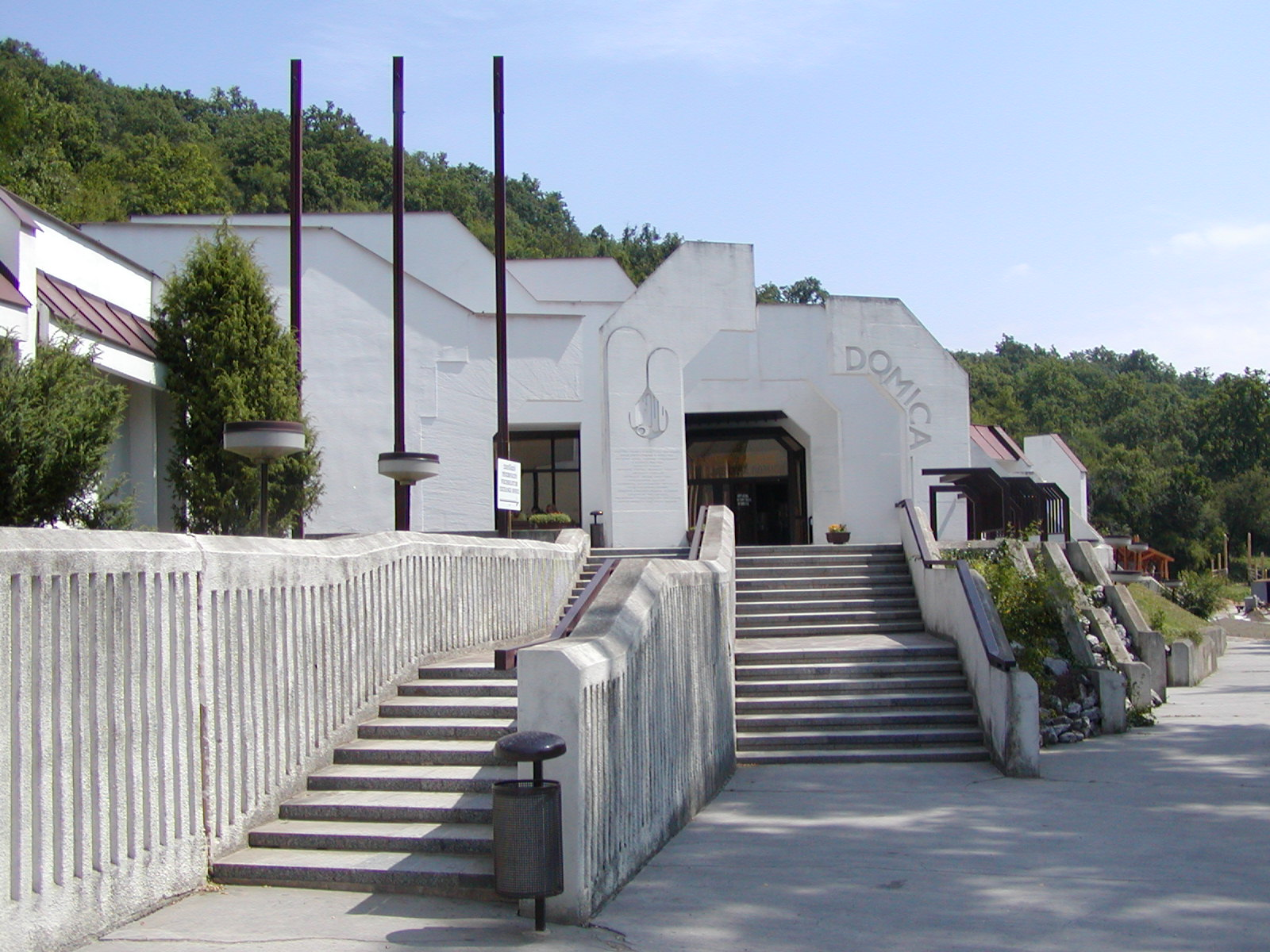
A Domica-barlang bejárata

## Népessége
| Év:            | 1994. | 2004.    | 2014.   | 2024.    |
| -------------- | ----- | -------- | ------- | -------- |
| Emberek száma: | 467   | 397      | 371     | 306      |
| Eltérés:       |       | -14,98 % | -6,54 % | -17,52 % |

| Év:            | 2023. | 2024. |
| -------------- | ----- | ----- |
| Emberek száma: | 306   | 306   |
| Eltérés:       |       | +0 %  |

1880-ban 409 lakosából 365 magyar és 15 szlovák anyanyelvű volt.
1890-ben 477 lakosa mind magyar anyanyelvű volt.
1900-ban 479 lakosa mind magyar anyanyelvű volt.
1910-ben 472 lakosa mind magyar anyanyelvű volt.
1921-ben 447 lakosából 440 magyar és 4 csehszlovák volt.
1930-ban 501 lakosából 472 magyar és 17 csehszlovák volt.
1941-ben 548 lakosából 547 magyar volt.
1970-ben 515 lakosából 511 magyar és 3 szlovák volt.
1980-ban 499 lakosából 479 magyar és 13 szlovák volt.
1991-ben 476 lakosából 447 magyar és 27 szlovák volt.
2001-ben 431 lakosából 396 magyar és 30 szlovák volt.
2011-ben 375 lakosából 331 magyar és 38 szlovák volt.
2021-ben 324 lakosából 273 (+12) magyar, 37 (+10) szlovák, 3 egyéb és 11 ismeretlen nemzetiségű volt.

## Nevezetességei
- Urunk mennybemenetele tiszteletére szentelt, római katolikus temploma 1827-ben épült klasszicista stílusban.
- Evangélikus temploma 1820-ban épült klasszicista stílusban.
- A falu határában található a Baradla–Domica-barlangrendszer Domica szakaszának bejárata, melyet 1926-ban fedeztek fel pénzügyőrök az itteni csempészet vizsgálata közben. A barlang szlovákiai szakasza 7 km hosszú.